# Sombrero de piel de mapache

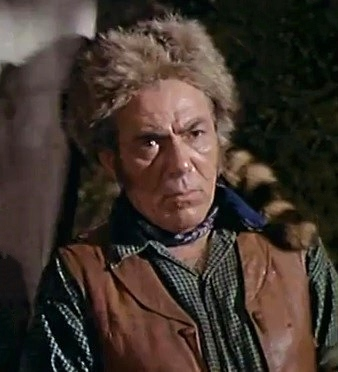
Louis Mercier en Bonanza.

Un sombrero de piel de mapache es un tipo de sombrero que, como su nombre indica, proviene del pelaje o piel de un mapache. Originalmente, este sombrero consistía en la piel del mapache por completo, incluyendo su cabeza y la cola. Fue un sombrero tradicional indígena que fue adoptado y se asociaba a los pueblerinos de frontera estadounidenses y canadienses de los siglos XVIII y XIX, posteriormente se hizo muy popular entre los niños en los Estados Unidos, Canadá, Reino Unido y Australia en los años 1950.

## Origen
Este tipo de sombreros era tradicional entre los indígenas de los Apalaches. Cuando los europeos empezaron a colonizar Tennessee y Kentucky, los colonizadores también empezaron a llevarlos, imitando la vestimenta de los nativos.

## Popularidad del

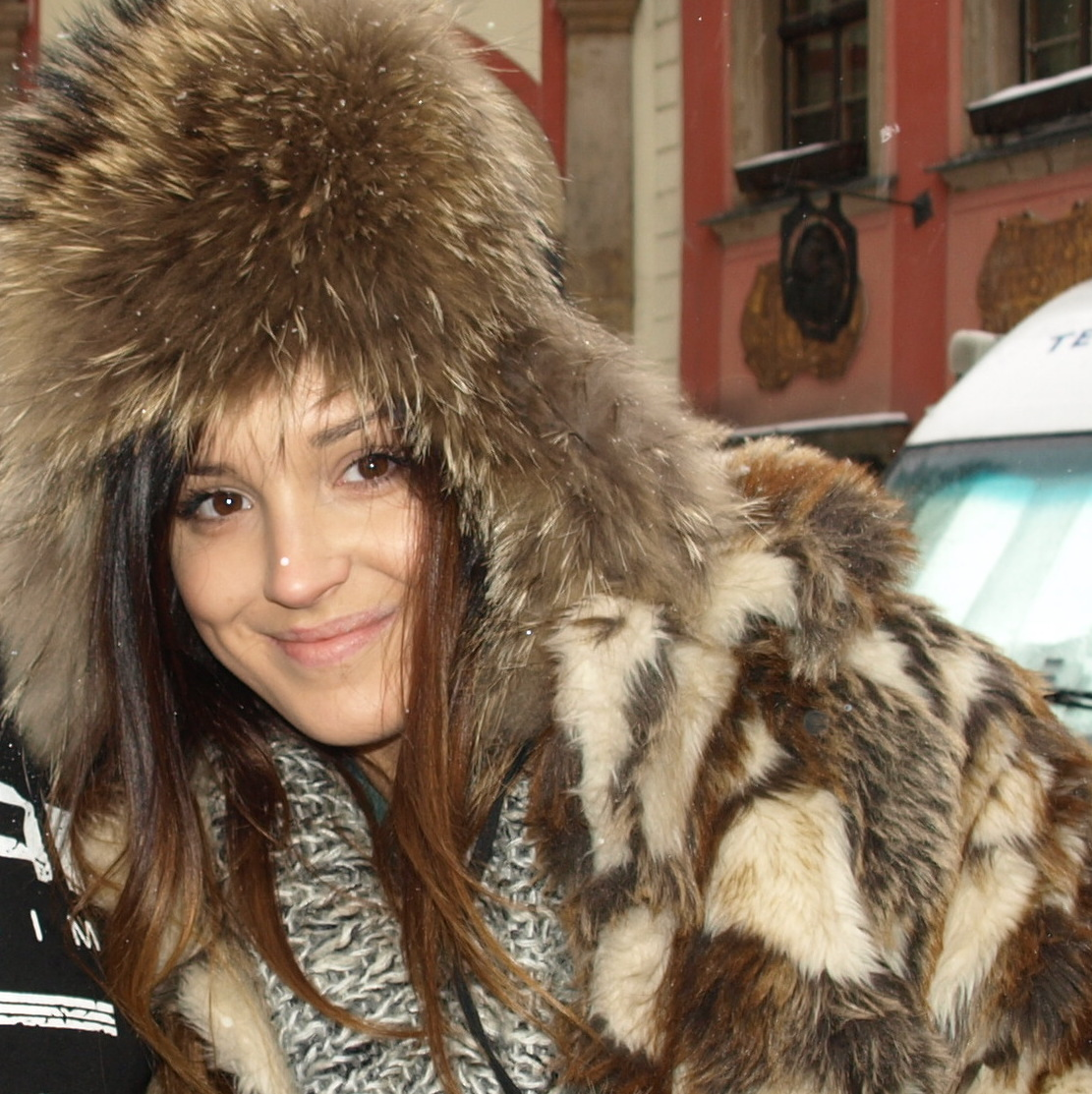
Marina Łuczenko con un ushanka de piel de mapache (2010).

## Popularidad delsigloXX

### Estes Kefauver
El político Estes Kefauver de Tennessee adoptó el sombrero de piel de mapache como marca personal durante su exitosa campaña de 1948 para su elección al Senado de Estados Unidos. El jefe político de Tennessee, E. H. Crump, acusó a Kefauver de ser un títere comunista. En respuesta, Kefauver se puso un sombrero de estos durante su discurso en Memphis, proclamando: «puedo ser un títere, una mascota, un mapache, pero no soy la mascota del Jefe Crump.» Siguió usando la gorra como marca durante su carrera política, la cual también ha tenido campañas nefastas como el nombramiento Democrático de 1952 y 1956, una campaña sin éxito para la vicepresidencia como compañero de Adlai Stevenson en 1956 y su exitosa campaña de reelección en 1954 y 1960.

### A partir de 1950
En el siglo XX, la asociación icónica se debió en gran parte al programa de televisión de Disney Disneyland y los 3 primeros episodios de «Davy Crockett», protagonizados por Fess Parker, entre diciembre de 1954 y febrero de 1955. En los episodios, gracias a los que Crockett se convirtió en uno de los hombres más populares del país, el héroe fronterizo fue retratado portando un sombrero de mapache. El programa tuvo varias secuelas de Davy Crockett en Disneyland, así como otros programas similares y películas, en muchas de ellas presentando a Parker como actor principal. Parker protagonizó la serie Daniel Boone (de 1964 a 1970), llevando de nuevo un sombrero de este tipo.
La renovada popularidad de Crockett provocó una tendencia entre los niños de Estados Unidos y posteriormente en Reino Unido. El aspecto de la gorra comercializada en distintos establecimientos de moda para los niños pequeños era una forma simplificada, que consistía en la utilización de una imitación de piel sintética y la eliminación de la cabeza del mapache, conservando la cola en la parte trasera, y se llegó a vender una variante también para niñas, el Polly Crockett, de piel totalmente blanca sintética o de conejo. En el apogeo de la moda las ventas llegaron a alcanzar un ritmo de 5 000 unidades al día. A finales de la década de 1950 la popularidad comenzó a decaer y con ello el número de ventas, y la moda, como todas las tendencias, se extinguió lentamente.

### Otros usos
Los sombreros de piel de mapache son símbolos culturales potentes que siguieron viéndose en películas, televisión y otros contextos en las últimas décadas del siglo XX.
- En la serie televisiva de 1964 de ABC La Familia Addams, el tío Fétido a veces llevaba un sombrero de mapache de pelaje negro con una línea blanca, sugiriendo que el suyo es de una mofeta.
- En la película de 1983 A Christmas Story, que presenta varios artefactos culturales de la niñez americana de los 30, 40 y 50, muestra a un niño que lleva un sombrero de este tipo.
- En Los Simpson, Jebediah Springfield, fundador de la ciudad ficticia de Springfield en el siglo XIX lleva un sombrero de mapache.
- El político de Florida, Lawton Chiles, llevaba un sombrero durante su reelección en 1994.
- En las historias de Walt Disney, Juanito, Jaimito y Jorgito llevan sombreros de este tipo cuando forman parte de las Marmotas Canadienses.
- Ferb de la serie «Phineas y Ferb» lleva un sombrero de mapache cuando tala un tronco junto a Phineas en el episodio «Es la alcaldesa».
- En el juego Team Fortress 2 de Valve Corporation, hay un sombrero que representa este tipo de sombrero.
- En el videojuego de acción y aventuras western de 2018 Red Dead Redemption 2, el jugador puede contratar a un taxidermista para que le haga el gorro cazando y proporcionándole el mapache necesario para ello.